# Cicurina gertschi
Cicurina gertschi là một loài nhện trong họ Dictynidae.
Loài này thuộc chi Cicurina. Cicurina gertschi được H. Exline miêu tả năm 1936.